# Gare de Naples - Campi Flegrei
La Gare de Naples - Campi Flegrei (italien : Stazione di Napoli Campi Flegrei) dessert la ville de Naples, dans la région de Campanie, en Italie du sud. Ouverte en 1925, elle est la deuxième plus importante gare ferroviaire de Naples, après Napoli Centrale. Elle fait également partie de la ligne ferroviaire Villa Literno–Napoli Gianturco.
La gare est actuellement gérée par la Rete Ferroviaria Italiana (RFI). Elle se situe Piazzale Vincenzo Tecchio, au sud-ouest du centre-ville.

## Histoire
La station a été inaugurée le 20 septembre 1925, lors de l'inauguration de la ligne ferroviaire Villa Literno–Napoli Gianturco.
La gare compte environ 9,5 millions de mouvements de passagers chaque année.